# Brandon Borrello
Brandon Joel Gaetano Borrello, más conocido como Brandon Borrello, (Adelaida, 25 de julio de 1995) es un futbolista australiano que juega de centrocampista en el Western Sydney Wanderers F. C. de la A-League australiana.

## Selección nacional
Es internacional con la selección de fútbol de Australia, con la que debutó el 7 de junio de 2019 en un amistoso frente a la selección de fútbol de Corea del Sur, tras sustituir en el minuto 70 a Awer Mabil.

## Clubes
| Club                           | País      | Año       |
| ------------------------------ | --------- | --------- |
| Brisbane Roar F. C.            | Australia | 2013-2017 |
| 1. F. C. Kaiserslautern        | Alemania  | 2017-2018 |
| S. C. Friburgo                 | Alemania  | 2018-2021 |
| Fortuna Düsseldorf (cedido)    | Alemania  | 2020-2021 |
| Dinamo Dresde                  | Alemania  | 2021-2022 |
| Western Sydney Wanderers F. C. | Australia | 2022-     |